# Andreas K. W. Meyer
Andreas K. W. Meyer (* 2. Juni 1958 in Bielefeld; † 8. April 2023 in Bonn) war ein deutscher Musikdramaturg und -publizist.

## Leben
Nach dem Abitur an der Hans-Ehrenberg-Schule in Bielefeld-Sennestadt und einem privaten Kompositionsstudium bei Rudolf Mors studierte er ab 1981 Musikwissenschaft (u. a. bei Klaus Hortschansky), Kunstgeschichte und Germanistik an der Westfälischen Wilhelms-Universität in Münster. 1987 begann er eine Tätigkeit als freier Kritiker, u. a. für die Frankfurter Rundschau und verschiedene Rundfunkanstalten, vornehmlich für den WDR und den BR. In Hörfunkfeatures setzte er sich insbesondere mit dem Schaffen von Carl Orff und Allan Pettersson auseinander, schrieb in diesem Bereich aber auch über z. B. Gottfried von Einem oder Jón Leifs.
Von 1993 bis 2003 arbeitete er als Musikdramaturg an der Oper Kiel, zunächst unter Generalintendant Peter Dannenberg, ab 1995 als Leitender Musikdramaturg, ab 2002 als Chefdramaturg Musik und stellvertretender Opernintendant unter Opernintendantin Kirsten Harms. Von September 2004 bis Juni 2012 war er Chefdramaturg der Deutschen Oper Berlin. Mit Beginn der Spielzeit 2013/2014 übernahm er das Amt des Operndirektors am Theater Bonn.
Sein besonderes Augenmerk als Dramaturg galt der Wiederbelebung zu Unrecht in Vergessenheit geratener Werke der Opernliteratur vorrangig des frühen 20. Jahrhunderts, was der Oper Kiel in der Intendanz Kirsten Harms’ zu erheblichem überregionalen Interesse verhalf. Zu den aufgeführten Werken gehörten Gian Francesco Malipieros I capricci di Callot, Franco Alfanos Cyrano de Bergerac, Richard Strauss’ Die Liebe der Danae und ein Zyklus mit Werken von Franz Schreker. Auf weniger einhellige Zustimmung stießen zunächst seine Entdeckungen für die Deutsche Oper Berlin (Alberto Franchettis Germania und Alexander von Zemlinskys Der Traumgörge). Mit Beginn der Saison 2007/2008, in der Cassandra von Vittorio Gnecchi und Walter Braunfels’ Jeanne d’Arc – Szenen aus dem Leben der Heiligen Johanna (als szenische Uraufführung) zur Diskussion gestellt wurden, hat die Wertschätzung bei Publikum und Presse gleichermaßen zugenommen. Die Szenen aus dem Leben der Heiligen Johanna wurden bei der Kritikerumfrage der Zeitschrift Opernwelt im Jahre 2008 zur Wiederentdeckung des Jahres gekürt.
Neben Kirsten Harms, mit der Meyer eine Vielzahl der Produktionen zusammen erarbeitete, sind insbesondere Katja Czellnik, Marco Arturo Marelli und Johannes Schaaf als wichtige Regisseure in seiner Tätigkeit seit 1995 zu erwähnen.
Im Jahr 2000 stellte er mit der Verknüpfung von Frederick Delius’ Fennimore und Gerda und Béla Bartóks Herzog Blaubarts Burg seine erste Inszenierung auf einer Opernbühne (im Bühnenbild von Anna Kirschstein) vor.
Für Wilfried Hiller schrieb er das Libretto der Oper Der Schimmelreiter nach Theodor Storm.

## Schriften
- mit Christoph Munk (Hrsg.): Richard Wagner: Der Ring des Nibelungen. Kiel 2001, ISBN 3-933598-46-X.
- Wie man die Geschichte erzählt. Kiel 2003, ISBN 3-933598-80-X.
- (Hrsg.): Siebenjahrbuch. Die Deutsche Oper Berlin von 2004 bis 2011. (Im Auftrag der Deutschen Oper Berlin). Berlin 2011, ISBN 978-3-89479-669-3.
- Der Schimmelreiter: Zweiundzwanzig Szenen und ein Zwischengesang nach Theodor Storm. (Libretto. Komponist: Wilfried Hiller). Mainz 1998, ISBN 3-7957-3384-7.

Aufsätze in verschiedenen Publikationen, darunter:
- Frederick Delius: Music, Art, and Literature. Hrsg. Lionel Carley. Aldershot 1998, ISBN 1-85928-222-9.
- Franz Schreker, Grenzgänge – Grenzklänge [Medienkombination]. Zur Ausstellung „Franz Schreker: Grenzgänge – Grenzklänge“ des Jüdischen Museums der Stadt Wien vom 15. Dezember – 24. April 2004. Inkl. 2 CDs. Hrsg. Michael Haas und Christopher Hailey im Auftrag des Jüdischen Museums. Wien 2004, ISBN 3-85476-133-3.

Mehrere Beiträge im Jahrbuch der Bayerischen Staatsoper, im Allan-Pettersson-Jahrbuch und im Bertelsmann Konzertführer.